# Parodija
Parodija je besedilo, ki z ironičnim, satiričnim ali zabavnim namenom karikira oziroma ob vrednostno znižani tematiki ali stilu uporablja znano – cenjeno, klasično, aktualno itd. –  (literarno) besedilo pa tudi vrste, smeri, avtorske in druge stile. 

## Etimologija besede
Grški izraz parodía pomeni “sospev” ali “protispev, protipesem”. Drugi etimološki vir parodije pa je parodé, ki pomeni »poseben, netradicionalen, nevznesen način recitiranja epskih pesmi«, kasneje tudi »vsakršno netradicionalno izvajanje pesniških del, npr. recitiranje novega besedila na glasbo starejšega, oziroma razne oblike manjšega, ne nujno komičnega spreminjanja besedja izvirnika«.

## Zgodovina parodije
Od antike do postmodernizma je parodija precej spreminjala svojo strukturno in duhovno naravo.
Pojem parodija izvira že iz 5. stoletja pr. n. št. in je med najstarejšimi pojmi v literarni vedi. Na ta pojem se vežejo različna področja uporabe (nastopa kot oznaka žanra, vrste, figure, stila).
V antiki naj bi bile parodije tako razširjene, da ni bilo niti ene resne, idejno neposredne, uradno priznane vrste (umetniške, retorične, filozofske, verske, vsakdanje) oz. stila, ki ne bi bila parodizirana, vendar so bili glede rabe samega pojma parodija precej zadržani. 
Aristotelu je izraz “parodia” v Poetiki pomenil žanr, ki je bil komični kontrast homerskega epa. V prvi vrsti mu je torej pomenila žanrski pojem, oznako za herojsko-komično pesnitev. Komičnost je izhajala iz neskladja med predmeti in načinom posnemanja: na banalno snov je prenašala verz, dikcijo in zgodbene sheme junaškega epa. Kvintilijanu pa je parodija pomenila peto pesem, ki imitira melodijo kake druge pesmi, pa tudi tovrstno imitiranje v prozi. Parodijo je obravnaval tudi kot figuro, sorodno ironiji ali dialogizmu; parodirati pomeni, da v svoj govor vpleteš tuj, nasprotnikov način izražanja.
V srednjem veku je bila parodija prav tako zelo prisotna, vendar je teoretsko niso obravnavali.  Sakralna besedila –evangeliji, obrazci za splošno spoved, litanije, maše – so bila prenesena na posvetno, družbeno kritično, erotično in pivsko tematiko. Kljub temu, da je bilo prisotnega veliko parodičnega ustvarjanja, pa se izraz parodija med izobraženci v srednjem veku ni bil uporabljal.
V času od 16. do 18. stoletja je bila parodija večinoma omejena na literaturo. Pomenila je posamezno, največkrat krajše ali verzificirano književno delo, ki se bolj ali manj grobo posmehuje predlogi, lahko pa jo tudi le uporablja za smešenje drugih tarč ali sproščeno zabavo. Poetologi so parodijo imeli večinoma za nizek žanr, dopuščen za zabavo izobraženih elit. Pojem parodija se je na literaturo omejil torej šele v nekaterih pojmovanjih 17. in 18. stoletja, sicer pa se je vseskozi uporabljal tudi za druga področja: za živo izvajanje (recitiranje, petje) besedila, za spektakelske oblike in učinke, strategijo v retoričnem soočanju z nasprotnikom in predelovanje neliterarnih besedil. 
Šele v 19. stoletju pa je pojem parodija postajal tudi oznaka, ki se je nanašala na način življenja, obnašanja, nazore. Začelo se je širjenje porenesančnega, predvsem ali zgolj literarnega umevanja parodije, s premikom zanimanja z literature na podobo in spektakel (likovnost, gledališče, film). V 20. stoletju so povsem običajne postale filmske parodije na filmske žanre, avtorske stile režiserjev, glasbene parodije znanih melodij ali zvrsti, slikarske parodije klasikov umetnosti in celo arhitekturne parodije historičnih stilov.

## Kaj počne parodija s predlogo in kaj njena predloga sploh je?
Za parodijo je značilna tendencioznost, zaradi katere pretirava, karikira predlogo oziroma gradi na komičnem neujemanju tragičnega in smešnega ali trivialnega, ohranja oblike ob nesmiselni vsebini, deformira in razsmišlja izvirnik. Nujno je medbesedilno navezovanje na razpoznavno predlogo, ki jo parodist delno reprezentira (posnema, ohranja oziroma prevzema besede), delno pa jo spreminja (z zamenjavo besed ali z zgoščanjem, napihovanjem njenih značilnosti). Temeljna postopka preoblikovanja predloge sta zamenjava tematike in njeno neskladje z ohranjeno oziroma imitirano podobo predloge ter karikiranje njenih značilnosti. Predloga preseva skozi tekst. Besedilo njenemu stilu ne sledi pasivno, ampak se razvidno in očitno igra z njim. Besedilo bo parodija samo, kolikor bo v bralcu vzbudila navezavo, asociacijo na predlogo. Uspešna parodija mora namreč sama ustvariti dobro sliko predloge in razločno nakazati navezavo na drugo besedilo.
Parodirati je mogoče kakršno koli obliko kodiranega diskurza, vsako znakovno dejanje, besedno ali nebesedno, umetniško ali neumetniško, v istem (filmska parodija filma) ali drugem mediju (stripovska parodija soneta).
Ne glede na to ali je parodija literarna ali neliterarna, besedilna ali muzikalna, gestualna, mimična oziroma vizualna, je njena prepoznavnost odvisna od navezovanja na že obstoječo tvorbo (besedilo, žanr, snov, mitem, melodijo, uprizoritveni postopek, miselni, ideološki, vedenjski ali oblačilni stil, družbeno konvencijo). Parodija razkrinka meje danih jezikov, form, konvencij ali ideologij, načenja institucijo narodne klasike in spodnaša avtoriteto politično-kulturnih elit ter tako podoživlja, diferencira, bogati in inovira literarno-kulturni obtok.
Tarča parodije so lahko posamezna besedila, še večkrat pa posamezni avtorski stili (“koseščina”), časovni stili ali pesniške šole (romantična šola, solznodolska poezija …). Parodije se navezujejo na literarne, politerarne in neliterarne vrste, žanre (potopis, selegijo, tragedijo, hagiografijo, viteški roman, vestern), besedilne prvine (junake, monologe …) ali konvencije (vsevednega pripovedovalca), pa tudi na nadbesedilne kulturne sestave (tradicionalno literaturo, ideologije, pesniško tradicijo…). Parodijo motivira, spodbuja poseben kritični odnos do predloge, ki je po parodistovem mnenju ali nereflektirana, naivna, nežna, ali vsebuje anahronizme in deplasiranosti, ali pa je glede na parodistova estetska vodila zabloda.

## Funkcije parodije
Funkcije parodije so razvedrilna zabavnost, neškodljiva profanizacija, a tudi osebno obračunavanje z nasprotniki, napadanje z njihovim lastnim orožjem, razgaljanje šablon in smešenje le-teh, igra s stili in žanri ter literarna samorefleksija itd. 
Parodija je tudi iskanje možnosti za pisanje v času, ko se zdi literature izčrpana, tehnika, ki premošča prepad med elitno in popularno kulturo, se poigrava z jeziki, stili, žanri in ideologemi.
Lahko je tudi nekaj, kar se ne posmehuje. Lahko namreč razgalja primanjkljaje, lažne videze celih diskurzov tako, da zlorabi njihov lastni jezik in ga obrne proti njim; je besedilo, ki ima s svojim pretvarjanjem, s svojo dvojno naravo moč, da pred očmi javnosti v težave in mučno zadrego spravi posameznike, ustanove in skupine.

## Vrste parodije
Parodije so glede na svoj komunikacijski medij neverbalne (slikarski, gledališki, filmski, arhitekturni medij itd.) in verbalne (ne/literarni medij), nadalje glede na predlogo tudi literarne in neliterarne. Seveda verbalne parodije niso vse literarne. Njihove predloge so lahko tudi publicistična, politična, verska, znanstvena besedila, ki jih nimamo za literaturo. Literarne so le tiste parodije, ki se predstavljajo kot literarna besedila in so večinoma parodije na literarna besedila, žanre in stile. Obstaja kar precej tipologij parodije:
Flögl (sedem tipov parodije): original in imitacija sta resna, original resen – imitacija komična, original resen – imitacija satirična, original komičen – imitacija komična ali satirična, original komičen – imitacija v resnem tonu, a komična, smešenje bednega originala, parodija na parodijo.
Karrer (glede na nameravane učinke): komične, kritične, polemične, ustvarjalne, ironične, satirične in šaljive.
Z. Ben Porat (glede na kod parodiranca in parodista): karnevalska parodija, lahkotna didaktična parodija, instrumentalna oz. direktna satirična parodija ...

## Parodija in parodične figure
Parodičnost je značilna za posamezne literarne reference, za plasti ali sestavine besedil ali za sicer celostno parodična besedila, ki merijo na nedoločljive predloge. V besedilu imajo najmanjši obseg posamezne parodične figure, npr. sprevrnjeni in parafrizirani navedki, posmehljivi posnetki značilnih figur, fonetične, motivne ali zgodbene reminiscence, metrični citati, vsebinske izposoje literarnih oseb ali prvin predstavljenega sveta. 
Na splošno pa navezavo besedila na predlogo parodist lahko nakaže z naslednjimi sredstvi: s parafrazo izvirnega naslova, s paratekstom epigrafov, podnaslovov ali opomb, z izrecnimi omembami predloge, s figurativnimi aluzijami nanjo itd.

## Parodiji sorodni pojmi
Parodiji tekmujoči izrazi (burleska, travestija, satira, heroikomika, pastiš, kontrafakruta) so se uveljavili šele v porenesančnem obdobju in se nanašajo zlasti na časovno, slogovno in žanrsko veliko bolj omejeno gradivo. Pojem parodija so delno izrinili, delno pa mu zožali pomenski obseg. 
Izrazi se rabijo bodisi prekrivno, sinonimno bodisi se razvrščajo v različne hierarhije in opozicije.

### Travestija
V definicijah je travestija največkrat pojmovana kot protipar parodije; ohranja vsebino znane (resne) predloge, komično pa spreminja njeno obliko. Vendar pa sta se poimenovanji parodija in travestija večkrat prekrivali in se sinonimno nanašali na iste reči.

### Pastiš
Parodiji podobna zvrst je pastiš. Avtor pastiša iz opusov tipičnih literarnih del izpisuje izraze, ki mu pritegnejo pozornost, po njihovem vzorcu pa posname še karakteristične stileme, motiviko in zgradbo. Tako gradivo preuredi in združi v novo besedilo. Pastiš je sicer samostojen besedilni žanr, vendar lahko postane tehnika parodij oziroma njihov posebni tip. Razlika je v tem, da je pastiš v parodični funkciji do predloge izraziteje kritičen, polemičen, ironičen ali celo satiričen, nasprotno pa je kot samostojen žanr bolj pritrjujoč, kvečjemu ambivalentno razpet med občudovanjem in omalovaževanjem. Poudarja svojo podobnost s karakteristikami modela oz. predloge. 

### Burleska
Burleska je prvotno označevala nekoliko robusten in kmetiški slog, ki je posnemal epske slogovne klišeje in z njimi slikal obscene, nepomembne reči. Kasneje so z besedo burleska označevali tudi komično-humoristične romane. Le-ti so smešili sledenje antičnim in drugim avtoritetam, izigravali navodila o enotnosti snovi in dikcije, spodbijali prepričanje kulturnih elit o večvrednosti verza, epskih in dramskih zvrsti. 

### Kontrafaktura
Kontrafaktura je takšna predelava znane pesmi, ki z najmanjšimi spremembami posameznih besed in fraz v okvire izposojenega besedila vpelje novo sporočilo, ne da bi pri tem predlogo smešila ali kritizirala.

### Satira
Zaradi mnogokratnega skupnega nastopanja so parodijo mešali s satiro. Toda ločnica med njima je jasna: po Karrerju satira meri na reči, parodija pa se usmerja na besede. Satira skuša prek ovinka s posmehom izboljšati družbo, nazore, udriha čez konvencije, dela itd., vendar samo govori o njih, jih pa ne posnema, kot to počne parodija. Satira in parodija sta dostikrat nerazdružljivi: parodija je prvina v satiri, satirične izjave pa se mešajo v parodije.
Med parodičnimi zvrstmi je bila v preteklosti najpomembnejša menipejska satira – menipeja je kritično osvetljevala velike filozofsko-religiozne teme, sisteme in predstave ter jih komično podomačila (npr. Cervantes: Don Kihot).

## Primeri parodij
Najbolj znana literarna parodija je Cervantesov Don Kihot, ki parodira viteške romane. Tudi v slovenskem literarnem svetu imamo veliko primerov parodij npr. Tomaž Šalamun; Duma (družbeno politična provokacija takratnega komunističnega režima), Janez Menart; Deset človeških zapovedi, Simon Jenko; Ognjeplamtič itd.
Neprimerno več parodij pa najdemo v vsakdanjem, neliterarnem svetu. Znana parodista sta Slon in Sadež. V pesmi Tanz mit uns parodirata skupino Laibach in se pošalita iz njihove domnevne nekomercialnosti. Naslov pesmi Pot v f(x) je jasno parodija pesmi Pot v X zasedbe Siddharta. Tukaj uporabita Slon in Sadež matematične izraze kot metafore za spolnost in politične spletke. V tem primeru sta se pošalila le z naslovom pesmi, medtem ko v pesmi Vladimir celostno parodirata Siddharto. Glasba je tipično njihova (temačni riffi, ki na vsak način skušajo ustvariti nek epski vtis, besedila, ki skušajo dati vtis globine in veličastnosti, čeprav mnogokrat nimajo pravega smisla. Parodija Slona in Sadeža na ta vidik: »Šmorn v očeh, ki ga bruha vulkan, plastične rože in divji puran...«). Prav tako Slon in Sadež sta v povezavi s Pidžamo (Sadžama) naredila parodijo na tematiko vojne na Bližnjem vzhodu z naslovom Omar, kjer je za podlago novemu besedilu uporabil Eminemovo pesem Stan.